# Reproduktionswert
Der Reproduktionswert ist der altersabhängige, mit der Reproduktionsrate einer Gesamtpopulation normierte Erwartungswert der Anzahl der zukünftigen direkten Nachkommen von Individuen. Der Begriff wurde von Ronald Fisher in seinem Buch The Genetical Theory of Natural Selection (1930) geprägt. 

## Definition
Betrachte eine Art mit Überlebens- und Reproduktionsparametern  {\displaystyle \ell _{x}} und {\displaystyle m_{x}}, wobei
{\displaystyle \ell _{x}} = Wahrscheinlichkeit bis zum Alter  {\displaystyle x} zu überleben
und
{\displaystyle m_{x}} = arithmetisches Mittel der von Individuen einer Altersklasse produzierten Nachkommen
Für diskrete Generationenfolgen führt man den Reproduktionswert als Summe ein, der für den Fall kontinuierlicher Reproduktion zu einem Integral wird: 
{\displaystyle v_{x}={\mbox{diskret: }}{\frac {\sum _{y=x}^{\infty }\ell _{y}m_{y}}{R}}{\mbox{ kontinuierlich: }}{\frac {\int _{y=x}^{\infty }\ell _{y}m_{y}\,dy}{R}}}
mit einer auf die Gesamtpopulation bezogenen Reproduktionsrate von: 
{\displaystyle R={\mbox{ diskret:}}\sum _{y=0}^{\infty }\ell _{y}m_{y}{\mbox{ kontinuierlich:}}\int _{0}^{\infty }\ell _{x}m_{x}\,dx,}